# Leader in passaggi da touchdown per stagione nella National Football League

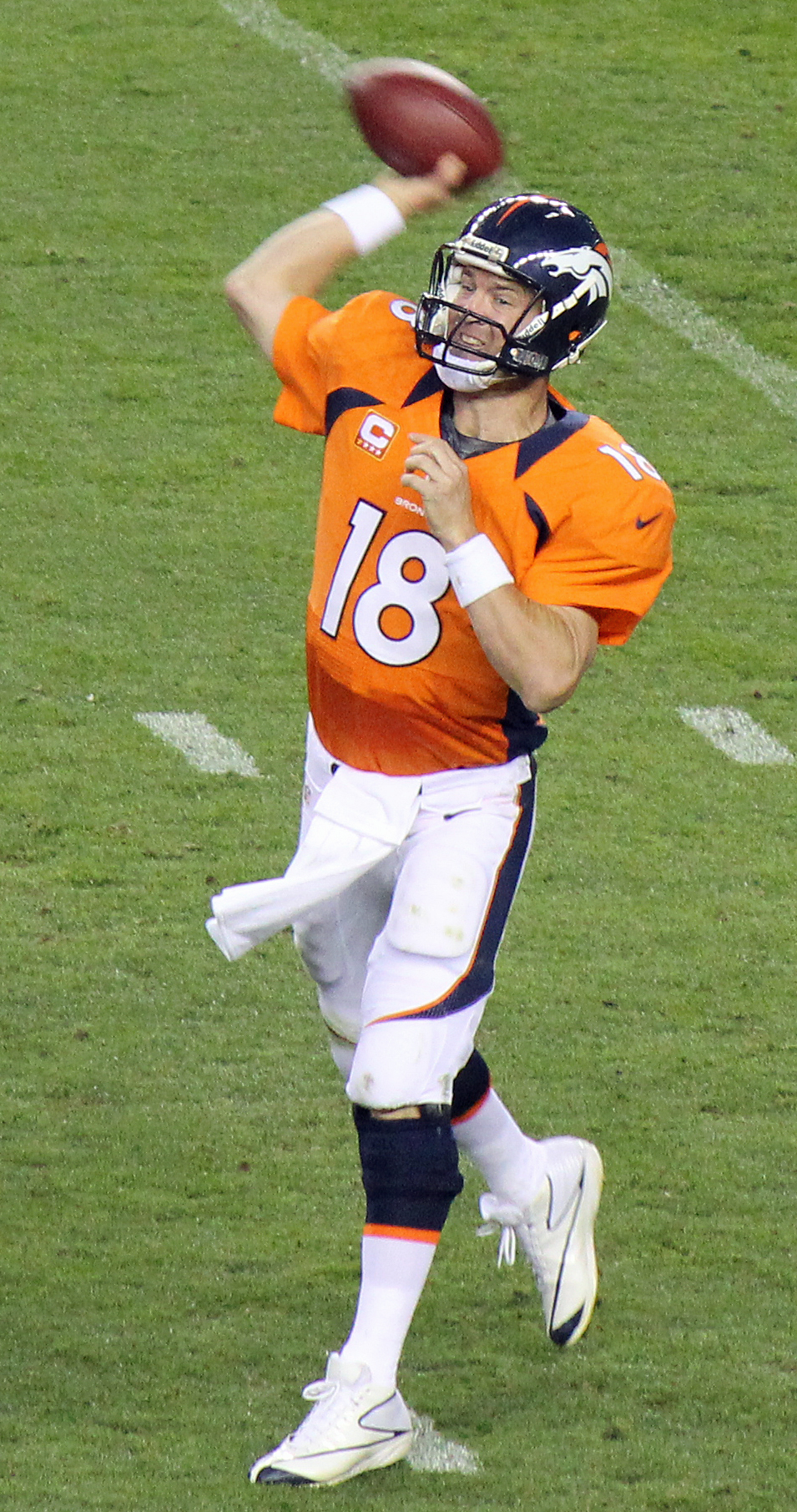
Peyton Manning detiene il record stagionale di passaggi da touchdown, 55, stabilito nel 2013

Quella che segue è la lista dei quarterback, leader in passaggi da touchdown per stagione nella National Football League che hanno guidato la National Football League in passaggi da touchdown ogni anno. Il record stagionale è detenuto da Peyton Manning dei Denver Broncos che ne lanciò 55 nel 2013. Sei quarterback hanno guidato la NFL in passaggi da touchdown in quattro diverse stagioni (Johnny Unitas, Steve Young, Brett Favre, Drew Brees, Peyton Manning, Tom Brady) e un giocatore (Len Dawson) ha fatto lo stesso nell'American Football League.

## Leader in passaggi da touchdown
| Record stabilito* |

| Anno | Giocatore           | TD  | Squadra              |
| ---- | ------------------- | --- | -------------------- |
| 1932 | Arnie Herber        | 9*  | Green Bay Packers    |
| 1933 | Harry Newman        | 11* | New York Giants      |
| 1934 | Arnie Herber (2)    | 8   | Green Bay Packers    |
| 1935 | Ed Danowski         | 10  | New York Giants      |
| 1936 | Arnie Herber (3)    | 11  | Green Bay Packers    |
| 1937 | Bernie Masterson    | 9   | Chicago Bears        |
| 1938 | Bob Monnett         | 9   | Green Bay Packers    |
| 1939 | Frank Filchock      | 11  | Washington Redskins  |
| 1940 | Sammy Baugh         | 12* | Washington Redskins  |
| 1941 | Cecil Isbell        | 15* | Green Bay Packers    |
| 1942 | Cecil Isbell (2)    | 24* | Green Bay Packers    |
| 1943 | Sid Luckman         | 28* | Chicago Bears        |
| 1944 | Frank Filchock (2)  | 13  | Washington Redskins  |
| 1945 | Sid Luckman (2)     | 14  | Chicago Bears        |
| 1945 | Bob Waterfield      | 14  | Cleveland Rams       |
| 1946 | Sid Luckman (3)     | 17  | Chicago Bears        |
| 1946 | Bob Waterfield (2)  | 17  | Los Angeles Rams     |
| 1947 | Sammy Baugh (2)     | 25  | Washington Redskins  |
| 1948 | Tommy Thompson      | 25  | Philadelphia Eagles  |
| 1949 | Johnny Lujack       | 23  | Chicago Bears        |
| 1950 | George Ratterman    | 22  | New York Yanks       |
| 1951 | Bobby Layne         | 26  | Detroit Lions        |
| 1952 | Jim Finks           | 20  | Pittsburgh Steelers  |
| 1952 | Otto Graham         | 20  | Cleveland Browns     |
| 1953 | Bobby Thomason      | 21  | Philadelphia Eagles  |
| 1954 | Adrian Burk         | 23  | Philadelphia Eagles  |
| 1955 | Y.A. Tittle         | 17  | San Francisco 49ers  |
| 1955 | Tobin Rote          | 17  | Green Bay Packers    |
| 1956 | Tobin Rote (2)      | 18  | Green Bay Packers    |
| 1957 | Johnny Unitas       | 24  | Baltimore Colts      |
| 1958 | Johnny Unitas (2)   | 19  | Baltimore Colts      |
| 1959 | Johnny Unitas (3)   | 32* | Baltimore Colts      |
| 1960 | Johnny Unitas (4)   | 25  | Baltimore Colts      |
| 1961 | Sonny Jurgensen     | 32  | Philadelphia Eagles  |
| 1962 | Y.A. Tittle (2)     | 33* | New York Giants      |
| 1963 | Y.A. Tittle (3)     | 36* | New York Giants      |
| 1964 | Frank Ryan          | 25  | Cleveland Browns     |
| 1965 | John Brodie         | 30  | San Francisco 49ers  |
| 1966 | Frank Ryan (2)      | 29  | Cleveland Browns     |
| 1967 | Sonny Jurgensen (2) | 31  | Washington Redskins  |
| 1968 | Earl Morrall        | 26  | Baltimore Colts      |
| 1969 | Roman Gabriel       | 24  | Los Angeles Rams     |
| 1970 | John Brodie (2)     | 24  | San Francisco 49ers  |
| 1971 | John Hadl           | 21  | San Diego Chargers   |
| 1972 | Billy Kilmer        | 19  | Washington Redskins  |
| 1972 | Joe Namath          | 19  | New York Jets        |
| 1973 | Roman Gabriel (2)   | 23  | Philadelphia Eagles  |
| 1973 | Roger Staubach      | 23  | Dallas Cowboys       |
| 1974 | Ken Stabler         | 26  | Oakland Raiders      |
| 1975 | Fran Tarkenton      | 25  | Minnesota Vikings    |
| 1975 | Joe Ferguson        | 25  | Buffalo Bills        |
| 1976 | Ken Stabler (2)     | 27  | Oakland Raiders      |
| 1977 | Bob Griese          | 22  | Miami Dolphins       |
| 1978 | Terry Bradshaw      | 28  | Pittsburgh Steelers  |
| 1979 | Steve Grogan        | 28  | New England Patriots |
| 1979 | Brian Sipe          | 28  | Cleveland Browns     |
| 1980 | Steve Bartkowski    | 31  | Atlanta Falcons      |
| 1981 | Dan Fouts           | 33  | San Diego Chargers   |
| 1982 | Dan Fouts (2)       | 17  | San Diego Chargers   |
| 1982 | Terry Bradshaw (2)  | 17  | Pittsburgh Steelers  |
| 1982 | Joe Montana         | 17  | San Francisco 49ers  |
| 1983 | Lynn Dickey         | 32  | Green Bay Packers    |
| 1984 | Dan Marino          | 48* | Miami Dolphins       |
| 1985 | Dan Marino (2)      | 30  | Miami Dolphins       |
| 1986 | Dan Marino (3)      | 44  | Miami Dolphins       |
| 1987 | Joe Montana (2)     | 31  | San Francisco 49ers  |
| 1988 | Jim Everett         | 31  | Los Angeles Rams     |
| 1989 | Jim Everett (2)     | 29  | Los Angeles Rams     |
| 1990 | Warren Moon         | 33  | Houston Oilers       |
| 1991 | Jim Kelly           | 33  | Buffalo Bills        |
| 1992 | Steve Young         | 25  | San Francisco 49ers  |
| 1993 | Steve Young (2)     | 29  | San Francisco 49ers  |
| 1994 | Steve Young (3)     | 35  | San Francisco 49ers  |
| 1995 | Brett Favre         | 38  | Green Bay Packers    |
| 1996 | Brett Favre (2)     | 39  | Green Bay Packers    |
| 1997 | Brett Favre (3)     | 35  | Green Bay Packers    |
| 1998 | Steve Young (4)     | 36  | San Francisco 49ers  |
| 1999 | Kurt Warner         | 41  | St. Louis Rams       |
| 2000 | Peyton Manning      | 33  | Indianapolis Colts   |
| 2000 | Daunte Culpepper    | 33  | Minnesota Vikings    |
| 2001 | Kurt Warner (2)     | 36  | St. Louis Rams       |
| 2002 | Tom Brady           | 28  | New England Patriots |
| 2003 | Brett Favre (4)     | 32  | Green Bay Packers    |
| 2004 | Peyton Manning (2)  | 49* | Indianapolis Colts   |
| 2005 | Carson Palmer       | 32  | Cincinnati Bengals   |
| 2006 | Peyton Manning (3)  | 31  | Indianapolis Colts   |
| 2007 | Tom Brady (2)       | 50* | New England Patriots |
| 2008 | Drew Brees          | 34  | New Orleans Saints   |
| 2008 | Philip Rivers       | 34  | San Diego Chargers   |
| 2009 | Drew Brees (2)      | 34  | New Orleans Saints   |
| 2010 | Tom Brady (3)       | 36  | New England Patriots |
| 2011 | Drew Brees (3)      | 46  | New Orleans Saints   |
| 2012 | Drew Brees (4)      | 43  | New Orleans Saints   |
| 2013 | Peyton Manning (4)  | 55* | Denver Broncos       |
| 2014 | Andrew Luck         | 40  | Indianapolis Colts   |
| 2015 | Tom Brady (4)       | 36  | New England Patriots |
| 2016 | Aaron Rodgers       | 40  | Green Bay Packers    |
| 2017 | Russell Wilson      | 34  | Seattle Seahawks     |
| 2018 | Patrick Mahomes     | 50  | Kansas City Chiefs   |
| 2019 | Lamar Jackson       | 36  | Baltimore Ravens     |
| 2020 | Aaron Rodgers (2)   | 48  | Green Bay Packers    |
| 2022 | Patrick Mahomes (2) | 41  | Kansas City Chiefs   |
| 2023 | Dak Prescott        | 36  | Dallas Cowboys       |
| 2024 | Joe Burrow          | 43  | Cincinnati Bengals   |

## Top 25 in passaggi da touchdown stagionali
| Pos. | Giocatore            | TD | Stagione | Squadra              |
| ---- | -------------------- | -- | -------- | -------------------- |
| 1    | Peyton Manning       | 55 | 2013     | Denver Broncos       |
| 2    | Tom Brady            | 50 | 2007     | New England Patriots |
| 2    | Patrick Mahomes      | 50 | 2018     | Kansas City Chiefs   |
| 4    | Peyton Manning (2)   | 49 | 2004     | Indianapolis Colts   |
| 5    | Dan Marino           | 48 | 1984     | Miami Dolphins       |
| 5    | Aaron Rodgers        | 48 | 2020     | Green Bay Packers    |
| 7    | Drew Brees           | 46 | 2011     | New Orleans Saints   |
| 8    | Aaron Rodgers (2)    | 45 | 2011     | Green Bay Packers    |
| 9    | Dan Marino (2)       | 44 | 1986     | Miami Dolphins       |
| 10   | Tom Brady (2)        | 43 | 2021     | Tampa Bay Buccaneers |
| 10   | Drew Brees (2)       | 43 | 2012     | New Orleans Saints   |
| 10   | Joe Burrow           | 43 | 2024     | Cincinnati Bengals   |
| 12   | Patrick Mahomes (2)  | 41 | 2022     | Kansas City Chiefs   |
| 12   | Matthew Stafford     | 41 | 2011     | Detroit Lions        |
| 12   | Matthew Stafford (2) | 41 | 2021     | Los Angeles Rams     |
| 12   | Kurt Warner          | 41 | 1999     | St. Louis Rams       |
| 16   | Tom Brady (3)        | 40 | 2020     | Tampa Bay Buccaneers |
| 16   | Andrew Luck          | 40 | 2014     | Indianapolis Colts   |
| 16   | Aaron Rodgers (3)    | 40 | 2016     | Green Bay Packers    |
| 16   | Russell Wilson       | 40 | 2020     | Seattle Seahawks     |
| 20   | Tom Brady (4)        | 39 | 2011     | New England Patriots |
| 20   | Drew Brees (3)       | 39 | 2013     | New Orleans Saints   |
| 20   | Daunte Culpepper     | 39 | 2004     | Minnesota Vikings    |
| 20   | Brett Favre          | 39 | 1996     | Green Bay Packers    |
| 20   | Andrew Luck (2)      | 39 | 2018     | Indianapolis Colts   |
| 20   | Peyton Manning (3)   | 39 | 2014     | Denver Broncos       |
| 20   | Aaron Rodgers (4)    | 39 | 2012     | Green Bay Packers    |

Fonte: Pro-Football-Reference

## Altre leghe

### All-America Football Conference (AAFC)
| Anno | Giocatore      | TD | Squadra             |
| ---- | -------------- | -- | ------------------- |
| 1946 | Otto Graham    | 17 | Cleveland Browns    |
| 1947 | Otto Graham    | 25 | Cleveland Browns    |
| 1948 | Frankie Albert | 29 | San Francisco 49ers |
| 1949 | Frankie Albert | 27 | San Francisco 49ers |

### American Football League (AFL)
| Anno | Giocatore       | TD | Squadra            |
| ---- | --------------- | -- | ------------------ |
| 1960 | Al Dorow        | 26 | New York Titans    |
| 1961 | George Blanda   | 36 | Houston Oilers     |
| 1962 | Len Dawson      | 29 | Dallas Texans      |
| 1963 | Len Dawson      | 26 | Kansas City Chiefs |
| 1964 | Babe Parilli    | 31 | Boston Patriots    |
| 1965 | Len Dawson      | 21 | Kansas City Chiefs |
| 1966 | Len Dawson      | 26 | Kansas City Chiefs |
| 1967 | Daryle Lamonica | 30 | Oakland Raiders    |
| 1968 | John Hadl       | 27 | San Diego Chargers |
| 1969 | Daryle Lamonica | 34 | Oakland Raiders    |

## Maggior numero di titoli
| Titoli | Giocatore      | Anni                   | Squadra                             |
| ------ | -------------- | ---------------------- | ----------------------------------- |
| 4      | Johnny Unitas  | 1957, 1958, 1959, 1960 | Baltimore Colts                     |
| 4      | Steve Young    | 1992, 1993, 1994, 1998 | San Francisco 49ers                 |
| 4      | Brett Favre    | 1995, 1996, 1997, 2003 | Green Bay Packers                   |
| 4      | Drew Brees     | 2008, 2009, 2011, 2012 | New Orleans Saints                  |
| 4      | Peyton Manning | 2000, 2004, 2006, 2013 | Indianapolis Colts/Denver Broncos   |
| 4      | Tom Brady      | 2002, 2007, 2010, 2015 | New England Patriots                |
| 3      | Arnie Herber   | 1932, 1934, 1936       | Green Bay Packers                   |
| 3      | Dan Marino     | 1984, 1985, 1986       | Miami Dolphins                      |
| 3      | Sid Luckman    | 1943, 1945, 1946       | Chicago Bears                       |
| 3      | Y.A. Tittle    | 1955, 1962, 1963       | San Francisco 49ers/New York Giants |

Johnny Unitas è l'unico giocatore ad avere vinto quattro titoli consecutivi. Tre giocatori (Steve Young, Dan Marino e Brett Favre) ne hanno vinti tre consecutivi.